# Külső felszínformáló erők
A földfelszínt a külső és a belső erők formálták olyanná, amilyen napjainkban. A külső erők nevükkel megegyezően, kívülről formálják a felszínt. A külső felszínformálásnak négy eleme van, ezek a következők: jég, víz, szél, hőmérséklet.
A külső erők a kiemelkedéseket pusztítják, a bemélyedéseket feltöltik. A hőmérséklet kivételével a külső erőkre hármas hatás érvényesül. Ez azt jelenti, hogy ezek az erők egyszerre pusztítanak, szállítanak és felhalmoznak (építenek).

## Jég
A felszíni jég pusztító hatása főként a jégkorszakokban jéggel fedett (glaciális) területeken figyelhető meg. A jég a puhább kőzeteket elhordja, legyalulja a felszínről, maga mögött hagyva az idősebb, keményebb kőzeteket. Ezeknek a hátramaradt kőzeteknek a felszínén jellegzetes, úgynevezett hullámos felszín figyelhető meg. A pusztítás által létrehozott felszínformák: tómedencék (pl. Finn-tóhátság), U alakú völgyek, fjordok.
A jég által szállított anyagot nevezzük morénának. A moréna a puhább kőzetekből felmart kőzettörmelék, amely a belföldi jégtakaróval és a gleccserekkel együtt változtatja helyét.
Az építő munkája a jégnek akkor figyelhető meg, amikor a moréna kikerül a jégtakaróból, és felhalmozódásával létrehozza a jellegzetes felszínformáit, amelyek a  moréna síkság, végmorénasánc(-> tóképződés).

## Víz

### Esővíz
Az esővíz okozta felszínformálás emberi szemmel nézve is igen rövid. A lehulló csapadék az alacsonyabb térség felé folyik, eközben hordalékot szed fel és szállít. A felső talajréteget képes teljesen lemosni. Azokon a területeken, ahonnan már lefolyt az esővíz vízmosásokat, árkokat, barázdákat hoz létre.

### Folyóvíz
A folyóvíz pusztító munkája nagy esésű területen, nagy sebességnél jelentkezik. Ezeket a területeket -ahol a folyó így halad- nevezzük felső-[bevágó] szakaszjellegűnek. A létrehozott felszínformák a V alakú szurdokvölgyek.
A szállító munkája többféle lehet, a sebességének függvényében. A lehetséges módok (csökkenő sebesség esetén): görgetve, ugráltatva, lebegtetve. Ezeken a szakaszokon az esés csökken, a sebesség lassul, és a folyó kanyarogva szélesíti völgyét, egyszerre épít és rombol. (középső-[oldalazó] szakaszjelleg)
A kis esésű területeket, ahol a folyó lassan halad, alsó-[feltöltő] szakaszjellegnek nevezzük. Ilyenkor építő munkát végez a víz. Zátonyok, szigetek létrejötte jellemző, a folyók több ágra szakadnak, hordalékkúpok halmozódnak fel, és a folyó becsatlakozásánál ennek következtében delta torkolatok jönnek létre. 

### Tenger
A tengervíz a meredek partokon tud pusztító munkát végezni. A magaspartokon a hullámok megtörnek (innen ered a jelenség neve, a hullámtörés). Jellemző felszínformái a pusztuló magaspartok, sziklatornyok. A becsatlakozó folyók nem tudják lerakni a hordalékukat a pusztító munka miatt, így ezeken a területeken tölcsértorkolatok a jellemzőek.
A pusztítás során szerzett hordalékot a tenger hullámmozgással szállítja, egészen amíg sekélyebb területekhez nem ér. Itt hullámmorajlás és az építő munka a jellemző (épülő lapospart). Gyakran épülnek fel turzások, lagúnák.

## Szél
A szél pusztító munkáját nevezzük deflációnak. A szállított hordalékkal csiszolja a felszínt, amihez hozzáér, így hozza létre a deflációs felszínformákat. A legegyszerűbb szélkifúvástól kezdve számtalan formát képes létrehozni, deflációs medencéket, tanúhegyeket (nem érdemes összekeverni a vulkanikus tanúhegyekkel!), szélmarást, gombasziklákat.
A szállító munkát csak kopár felszínen képes elvégezni a szél. Az építő munkáját idegen szóval akkumulációnak nevezzük. Dűnéket, buckákat, barkánokat hoz létre.

## Hőmérséklet
A hőmérséklet felszínformáló hatásához nem szélsőséges hőmérsékleti értékek, hanem nagy hőingás szükséges. Ha nagy a hőingás, az anyagok térfogata változik. Minél nagyobb és gyakoribb az ingadozás, annál gyakrabban nő meg a kőzetek térfogata, majd csökken le. Sokszori ismétlődéstől, és az anyagminőség függvényében egy idő után repedések keletkeznek. A repedések kitágulnak, majd a darabok elválnak egymástól, így megtörténik az aprózódás (fizikai változás).